# Oligodranes obscuripennis
Oligodranes obscuripennis är en tvåvingeart som beskrevs av Friedrich Hermann Loew 1844. Oligodranes obscuripennis ingår i släktet Oligodranes och familjen svävflugor. Inga underarter finns listade i Catalogue of Life.